# روبوت شبيه بالبشر

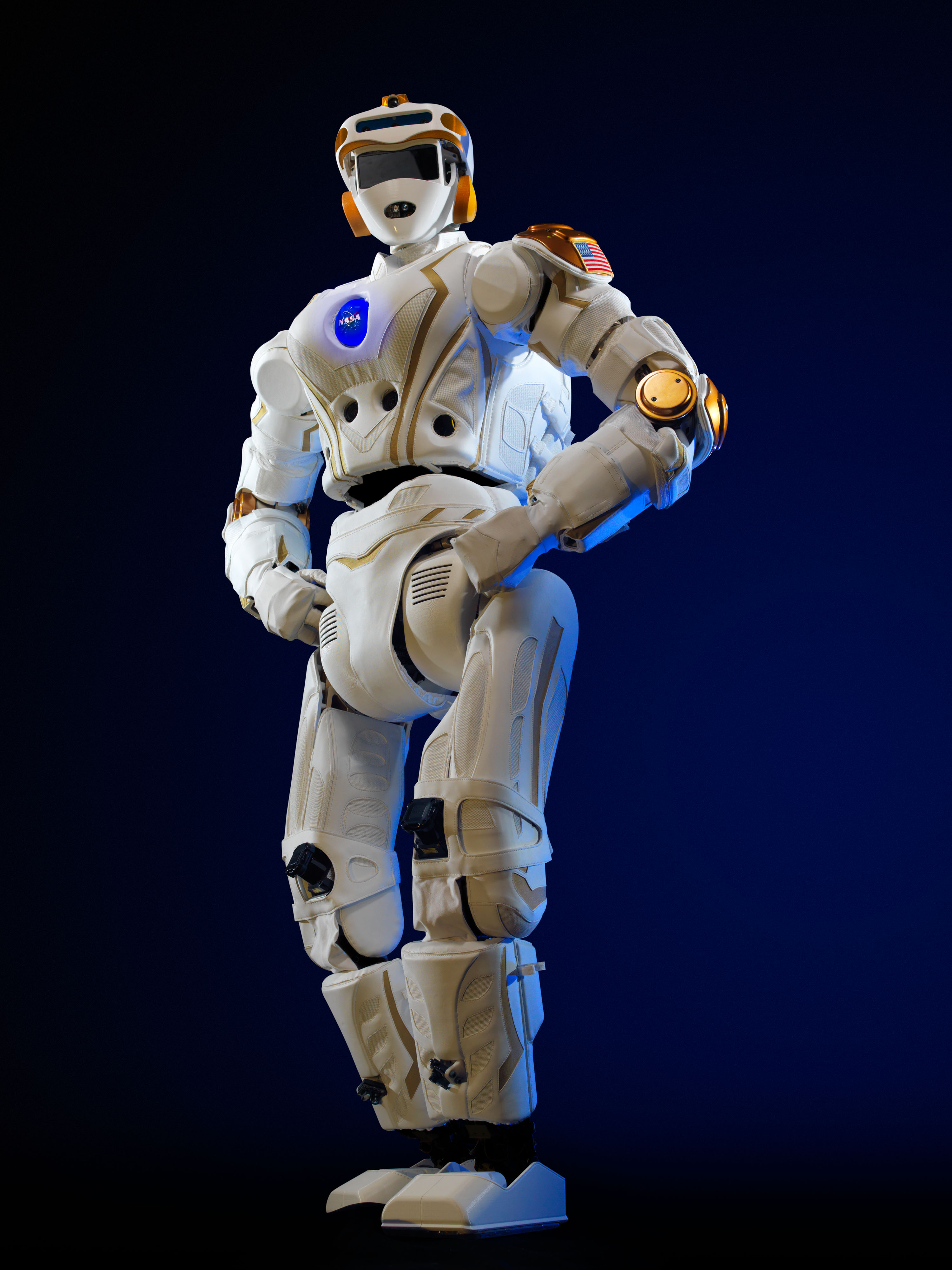
ڤالكيري (Valkyrie)، روبوت بشري من صنع ناسا

إن الروبوت الشبيه بالبشر أو الإنسآلة (نحتاً من إنسان وآلة) (بالإنجليزية: humaniod robot)‏ هو روبوت ذو بنية تشبه جسم الإنسان. قد يكون التصميم للأغراض الوظيفية، مثل التفاعل مع الأدوات والبيئات البشرية، لأغراض تجريبية، مثل دراسة الحركة، أو لأغراض أخرى. بشكل عام، الإنسآلات لديها جذع، رأس، ذراعان، ورجلين، على الرغم من أن بعض أشكال الإنسآلات قد تشكل جزءًا فقط من الجسم، على سبيل المثال، من الخصر إلى أعلى. بعض الإنسآلات لديها رؤوس مصممة لتكرار ملامح الوجه البشرية مثل العينين والأفواه. الروبوتات هي روبوتات بشرية مبنية بشكل يشبه البشر.

## الغرض

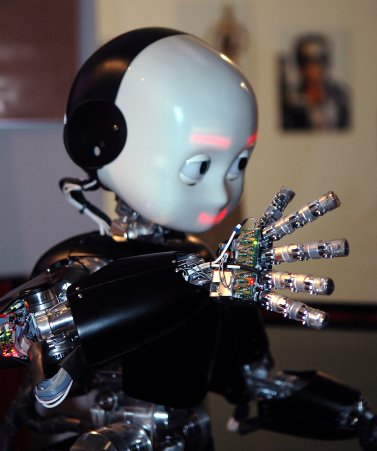
iCub robot at the Genoa Science Festival, Italy, in 2009

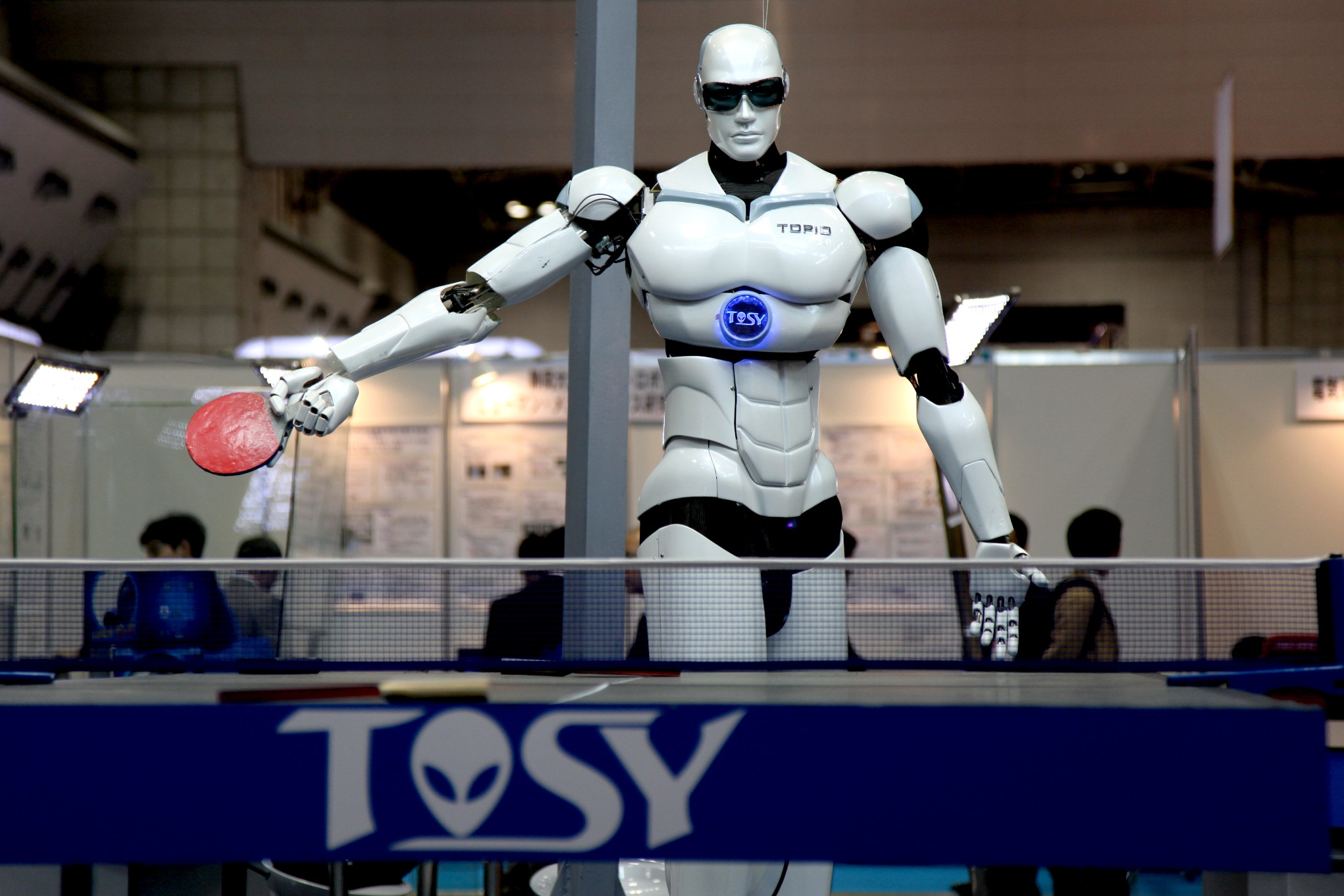
TOPIO, a humanoid robot, played ping pong at Tokyo International Robot Exhibition (IREX) 2009.

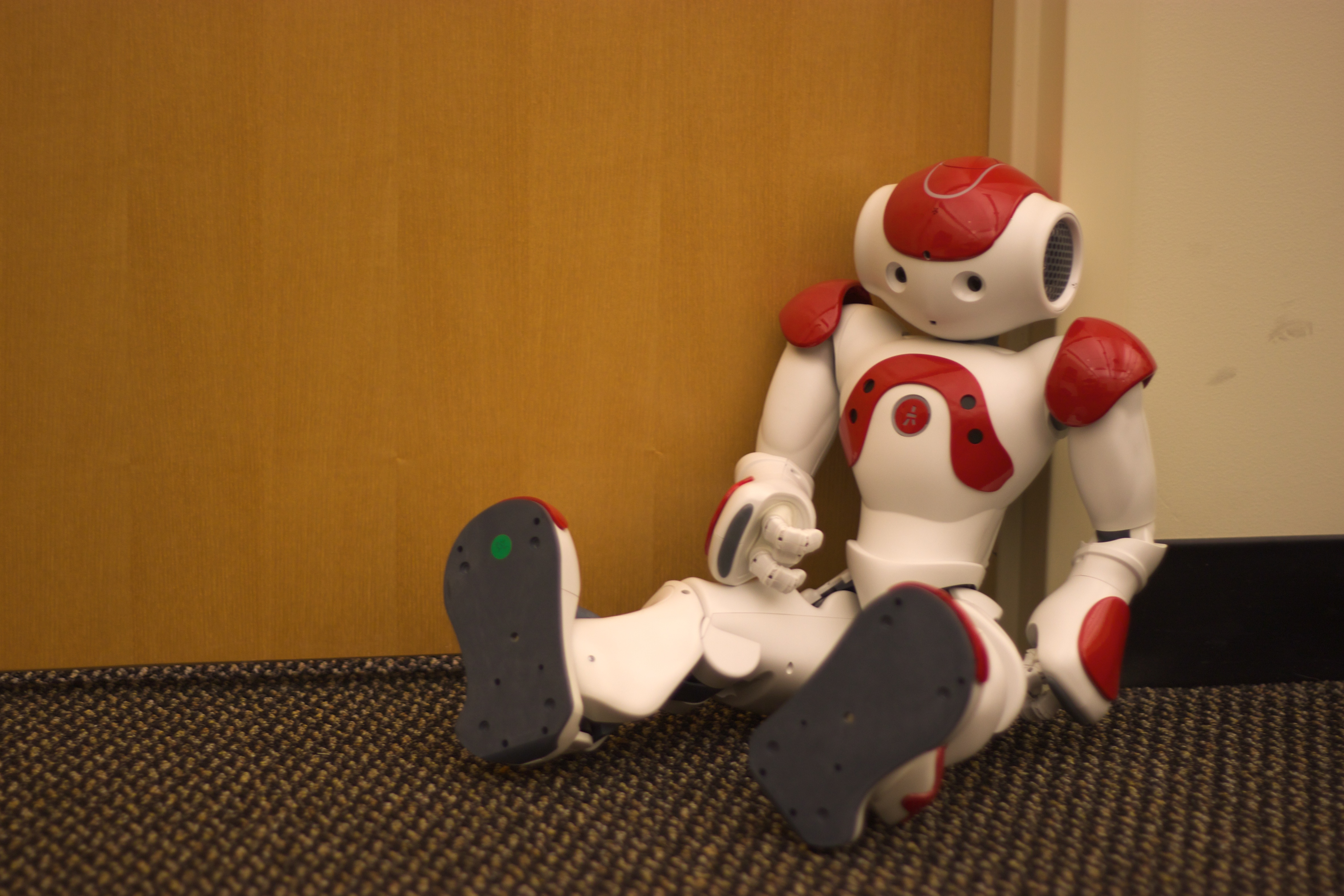
Nao is a robot created for companionship. It also competes in the RoboCup soccer championship.

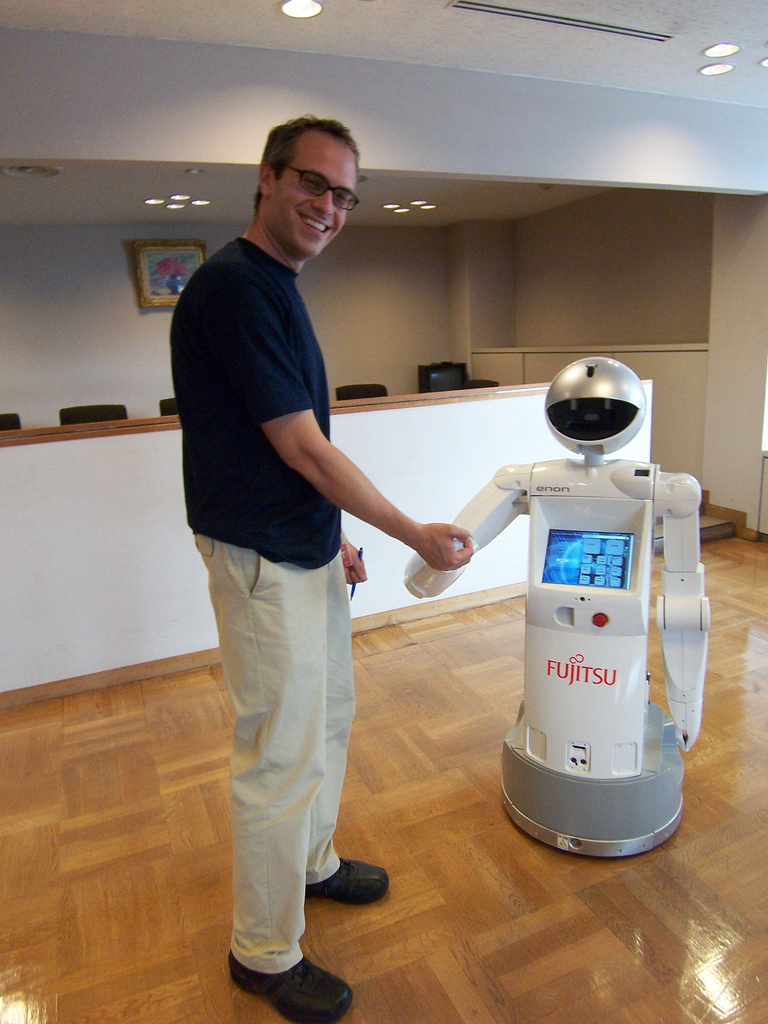
Enon was created to be a personal assistant. It is self-guiding and has limited speech recognition and synthesis. It can also carry things.

تستخدم الإنسآلات كأدوات بحث في العديد من المجالات العلمية
يدرس الباحثون بنية الجسم البشري وسلوكه (الميكانيكا الحيوية) لبناء روبوتات البشر. على الجانب الآخر، تؤدي محاولة محاكاة جسم الإنسان إلى فهم أفضل له. الإدراك البشري هو مجال دراسي يركز على كيفية تعلم الإنسان من المعلومات الحسية من أجل اكتساب المهارات الإدراكية والحركية. تستخدم هذه المعرفة لتطوير نماذج حسابية للسلوك البشري، وقد تحسنت بمرور الوقت.
وقد اقترح أن الروبوتات المتقدمة جدا سوف تسهل تعزيز الإنسان العادي. انظر ما وراء الإنسانية.
على الرغم من أن الهدف الأولي للأبحاث المتعلقة بالبشر كان بناء تقوية وجراحة أفضل للبشر ، فقد تم نقل المعرفة بين كلا المجالين. وهناك بعض الأمثلة على ذلك، وهي عبارة عن دعامة الساق الآلية للضرر العضلي العصبي ، والتقشير في الكاحل القدم ، والبطن الواقعي والساق الاصطناعي.
وإلى جانب البحث ، يجري تطوير الإنسآلات لأداء مهام بشرية مثل المساعدة الشخصية، والتي من خلالها يمكن أن تكون قادرة على مساعدة المرضى وكبار السن، والوظائف القذرة أو الخطرة. كما أن الإنسان أيضًا مناسب لبعض الدعوات المستندة إلى الإجراءات، مثل مديري مكاتب الاستقبال وعمال خطوط صناعة السيارات. من حيث الجوهر، بما أنهم يستطيعون استخدام الأدوات وتشغيل المعدات والمركبات المصممة للشكل البشري ، فإن البشر يمكنهم نظريًا القيام بأية مهمة يمكن للإنسان القيام بها طالما أنهم يملكون البرامج المناسبة. ومع ذلك ، فإن تعقيد القيام بذلك هائل.
كما أنها أصبحت أكثر شعبية كفنائي. على سبيل المثال ، أورسولا ، إنسان آلي ، تغني ، تلعب الموسيقى ، ترقص وتحدث لجمهورها في يونيفرسال ستوديوز. تستخدم العديد من عروض متنزه ديزني روبوتات متحركة تبدو ، تتحرك وتتحدث مثل البشر. على الرغم من أن هذه الروبوتات تبدو واقعية ، إلا أنها لا تملك إدراكًا أو استقلالًا ماديًا. ظهرت روبوتات بشرية مختلفة وتطبيقاتها الممكنة في الحياة اليومية في فيلم وثائقي مستقل يدعى Plug & Pray ، والذي صدر في عام 2010.
الإنسآلات ، وخاصة تلك التي تمتلك خوارزميات الذكاء الاصطناعي ، يمكن أن تكون مفيدة لمهام استكشاف الفضاء الخطيرة و / أو البعيدة في المستقبل ، دون الحاجة إلى العودة مرة أخرى والعودة إلى الأرض بمجرد الانتهاء من المهمة.

## أجهزة الاستشعار
المستشعر هو جهاز يقيس بعض سمات العالم. كونه واحدا من الأوليات الثلاثة للروبوتات (إلى جانب التخطيط والتحكم) ، يلعب الاستشعار عن بعد دورا هاما في النماذج الروبوتية.

### حساسات التحفيز
حساسات حساسية التحسس تستشعر الموقف والتوجيه وسرعة جسم الإنسان والمفاصل.
في البشر يتم استخدام otoliths وقنوات شبه دائرية (في الأذن الداخلية) للحفاظ على التوازن والتوجيه. وبالإضافة إلى ذلك ، يستخدم البشر مستشعرات حساسية خاصة بهم (مثل اللمس ، وتمديد العضلات ، ووضع الأطراف) للمساعدة في توجيههم. الإنسآلات تستخدم مقاييس السرعة لقياس التسارع ، والتي يمكن حساب السرعة من خلال التكامل ؛ أجهزة استشعار الميل لقياس الميل. أجهزة استشعار القوة الموضوعة في أيدي وأرجل الروبوت لقياس قوة الاتصال مع البيئة ؛ أجهزة استشعار الموقع ، والتي تشير إلى الموقف الفعلي للروبوت (والتي يمكن من خلالها حساب السرعة عن طريق الاشتقاق) أو حتى أجهزة استشعار السرعة.

### أجهزة استشعار خارجية

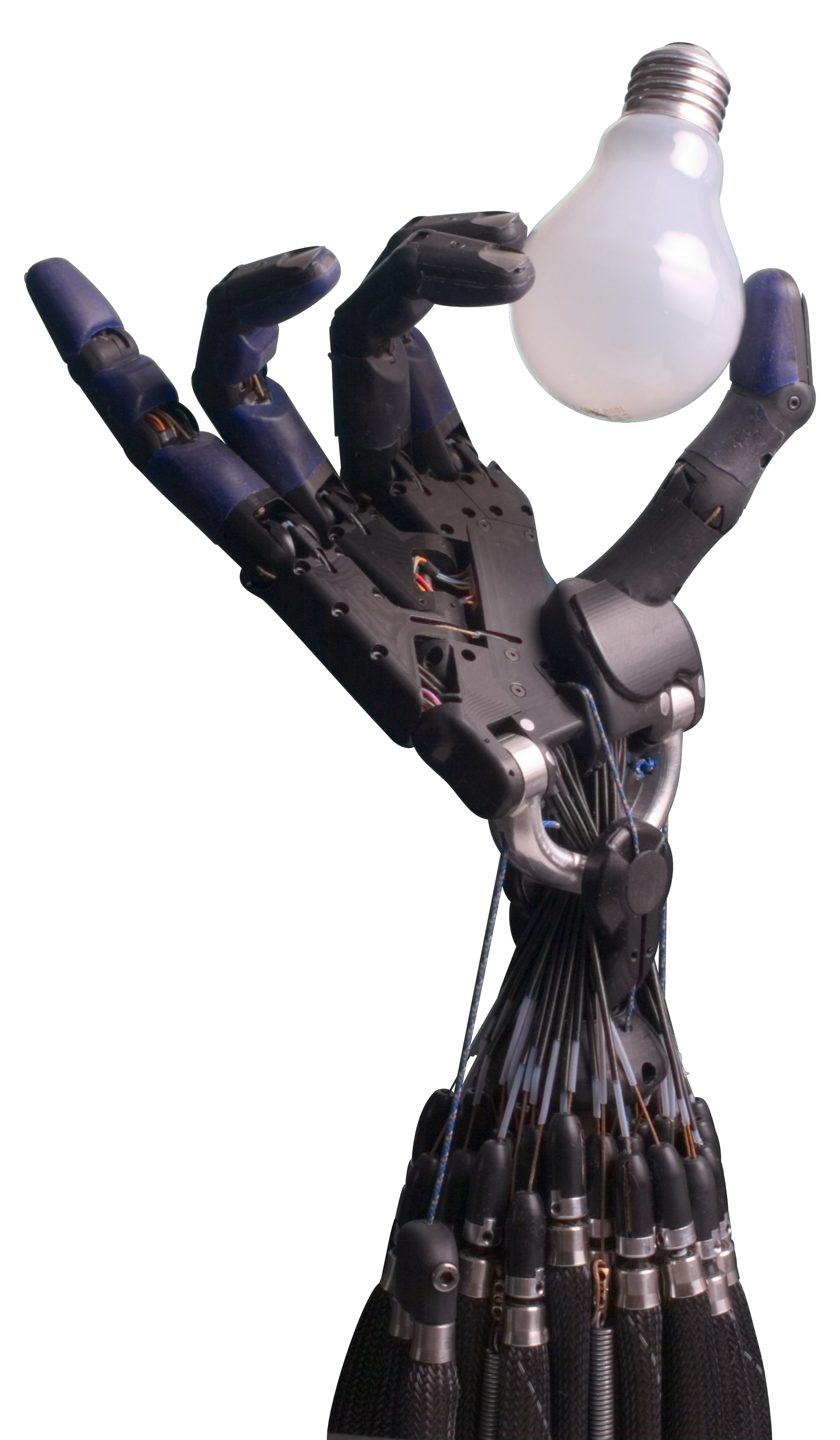
An artificial hand holding a lightbulb

يمكن استخدام صفائف من المقتنيات لتقديم بيانات حول ما تم التطرق إليه. تستخدم The Shadow Hand مجموعة من 34 لباقة مرتبة تحت جلد البولي يوريثين على كل طرف إصبع. توفر أجهزة استشعار اللمس أيضًا معلومات حول القوى وعزم الدوران المنقولة بين الروبوت والأشياء الأخرى..
تشير الرؤية إلى معالجة البيانات من أي طريقة تستخدم الطيف الكهرومغناطيسي لإنتاج صورة. في الروبوتات الروبوتية يتم استخدامه للتعرف على الأشياء وتحديد خصائصها. تعمل مستشعرات الرؤية بشكل مشابه لعين البشر. معظم الإنسآلات تستخدم كاميرات CCD كأجهزة استشعار للرؤية. 
تتيح أجهزة استشعار الصوت الإنسآلات أن تسمع أصوات الكلام والأصوات البيئية ، وتؤدي دور آذان الإنسان. الميكروفونات تستخدم عادة لهذه المهمة. 

## المحركات
المحركات هي المحركات المسؤولة عن الحركة في الروبوت.
يتم إنشاء الإنسآلات بطريقة تحاكي بها جسم الإنسان ، لذلك فهي تستخدم مشغلات تعمل مثل العضلات والمفاصل ، مع بنية مختلفة. لتحقيق نفس التأثير كحركة الإنسان ، تستخدم الروبوتات الروبوتية بشكل رئيسي المحركات الدوارة. ويمكن أن تكون إما كهربائية أو هوائية أو هيدروليكية أو كهرضغطية أو فوق صوتية.
المحركات الهيدروليكية والكهربائية لها سلوك صارم للغاية ولا يمكن عملها إلا بطريقة متوافقة من خلال استخدام استراتيجيات التحكم في ردود الفعل المعقدة نسبيًا. في حين أن محركات المحركات الكهربائية غير المبرومة تكون مناسبة بشكل أفضل للتطبيقات ذات السرعة العالية والحمولة المنخفضة ، تعمل المحركات الهيدروليكية بشكل جيد عند استخدام سرعة منخفضة وتطبيقات تحميل عالية.
تولد المحركات الكهروضغطية حركة صغيرة مع قدرة عالية على القوة عند تطبيق الجهد. ويمكن استخدامها لتحديد المواقع بدقة فائقة ولتوليد ومعالجة القوى أو الضغوط العالية في حالات ساكنة أو ديناميكية.
تم تصميم المحركات بالموجات فوق الصوتية لإنتاج الحركات بترتيب الميكرومتر بترددات فوق صوتية (أكثر من 20 كيلوهرتز). فهي مفيدة للتحكم في الاهتزازات وتطبيقات تحديد المواقع والتبديل السريع.
تعمل المحركات تعمل بالهواء المضغوط على أساس انضغاط الغاز. وبينما يتم تضخيمها ، فإنها تتوسع على طول المحور ، وعندما تنكمش ، فإنها تتقلص. إذا تم إصلاح نهاية واحدة ، فإن الآخر سينتقل في مسار خطي. هذه المحركات مخصصة لتطبيقات التحميل منخفضة السرعة ومتوسطة / منخفضة. بين مشغلات هوائية هناك: اسطوانات ، منفاخ ، محركات تعمل بالهواء المضغوط ، محركات السائر هوائي والعضلات الاصطناعية الهوائية.

## التخطيط والتحكم
في التخطيط والتحكم ، فإن الفرق الأساسي بين الإنسان والأنواع الأخرى من الروبوتات (مثل الصناعية) هو أن حركة الروبوت يجب أن تكون شبيهة بالإنسان ، وذلك باستخدام حركة متعرجة ، خاصة مشية بالقدمين. يجب أن يؤدي التخطيط المثالي لحركات الإنسان أثناء المشي العادي إلى الحد الأدنى من استهلاك الطاقة ، كما هو الحال في جسم الإنسان. لهذا السبب ، أصبحت الدراسات حول الديناميكيات والتحكم في هذه الأنواع من الهياكل ذات أهمية متزايدة.
مسألة المشي على قدمين الروبوتات على سطح القدم هي ذات أهمية كبيرة. يمكن اختيار صيانة مركز ثقل الروبوت على مركز منطقة المحمل لتوفير وضع ثابت كهدف للتحكم
للحفاظ على التوازن الديناميكي أثناء السير ، يحتاج الروبوت إلى معلومات حول قوة الاتصال وحركتها الحالية والمرغوبة. يعتمد حل هذه المشكلة على مفهوم رئيسي ، نقطة الصفر لحظة (ZMP).
ومن السمات الأخرى للروبوتات البشرية أنه يتحرك ، وجمع المعلومات (باستخدام أجهزة الاستشعار) على «العالم الحقيقي» والتفاعل معها. لا يبقون مستمرين مثل المتلاعبين في المصنع والرجال الآليين الآخرين الذين يعملون في بيئات منظمة للغاية. للسماح للإنسان بالانتقال في بيئات معقدة ، يجب أن يركز التخطيط والتحكم على كشف التصادم الذاتي وتخطيط المسار وتجنب العقبات.
الروبوتات البشر لا تملك حتى الآن بعض ملامح الجسم البشري. وهي تشمل هياكل ذات مرونة متغيرة ، توفر السلامة (للروبوت نفسه وللشعب) ، وتكرار الحركات ، أي مزيد من درجات الحرية وبالتالي توفر مهمة واسعة. على الرغم من أن هذه الخصائص مرغوبة للإنسان الآلي ، إلا أنها ستجلب المزيد من التعقيد ومشاكل جديدة للتخطيط والتحكم. يتعامل مجال التحكم في الجسم بالكامل مع هذه القضايا ويتناول التنسيق المناسب للعديد من درجات الحرية ، على سبيل المثال. لتحقيق العديد من مهام التحكم في الوقت نفسه مع اتباع ترتيب معين من الأولوية.